# Park

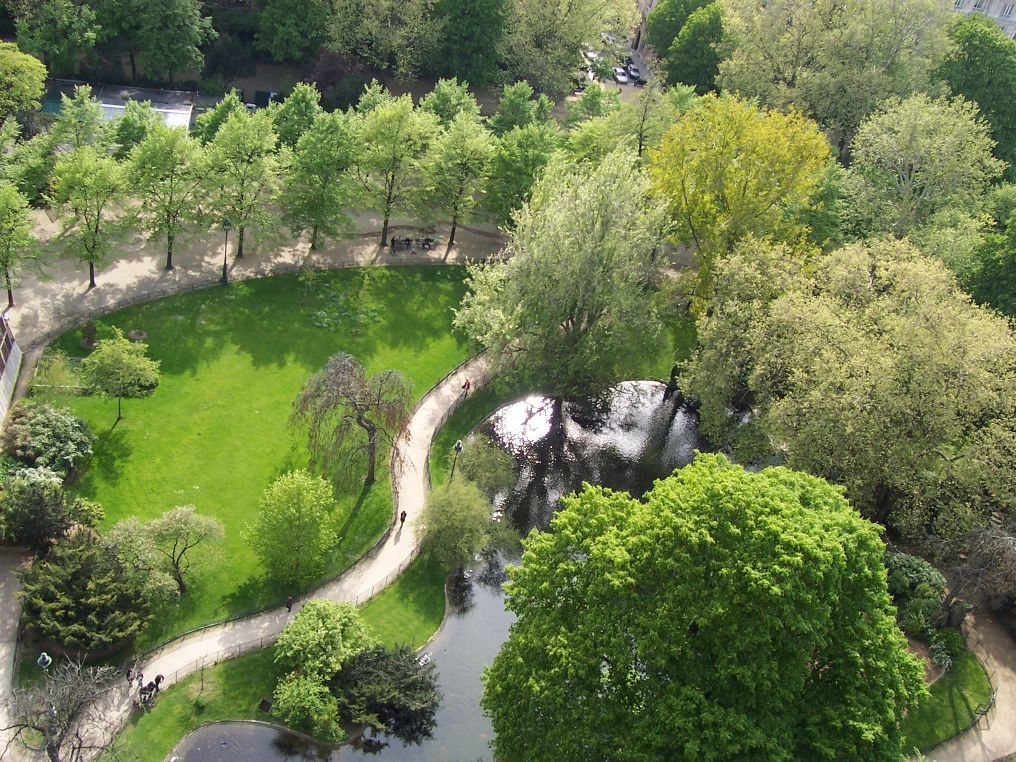
Park Champ-de-Mars v Paříži ve Francii

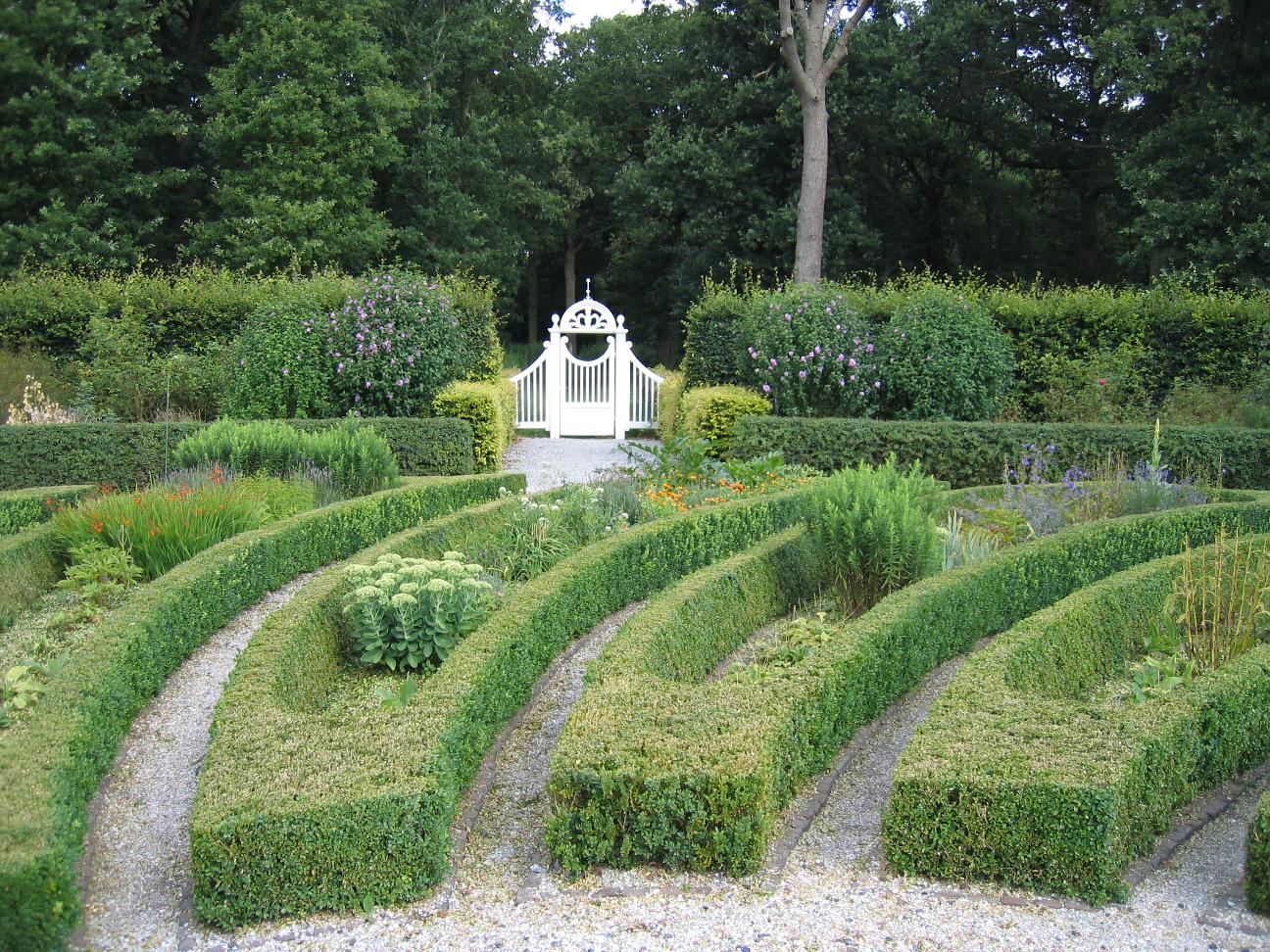
Zahrady Beeckestijn ve Velsenu v Nizozemsku

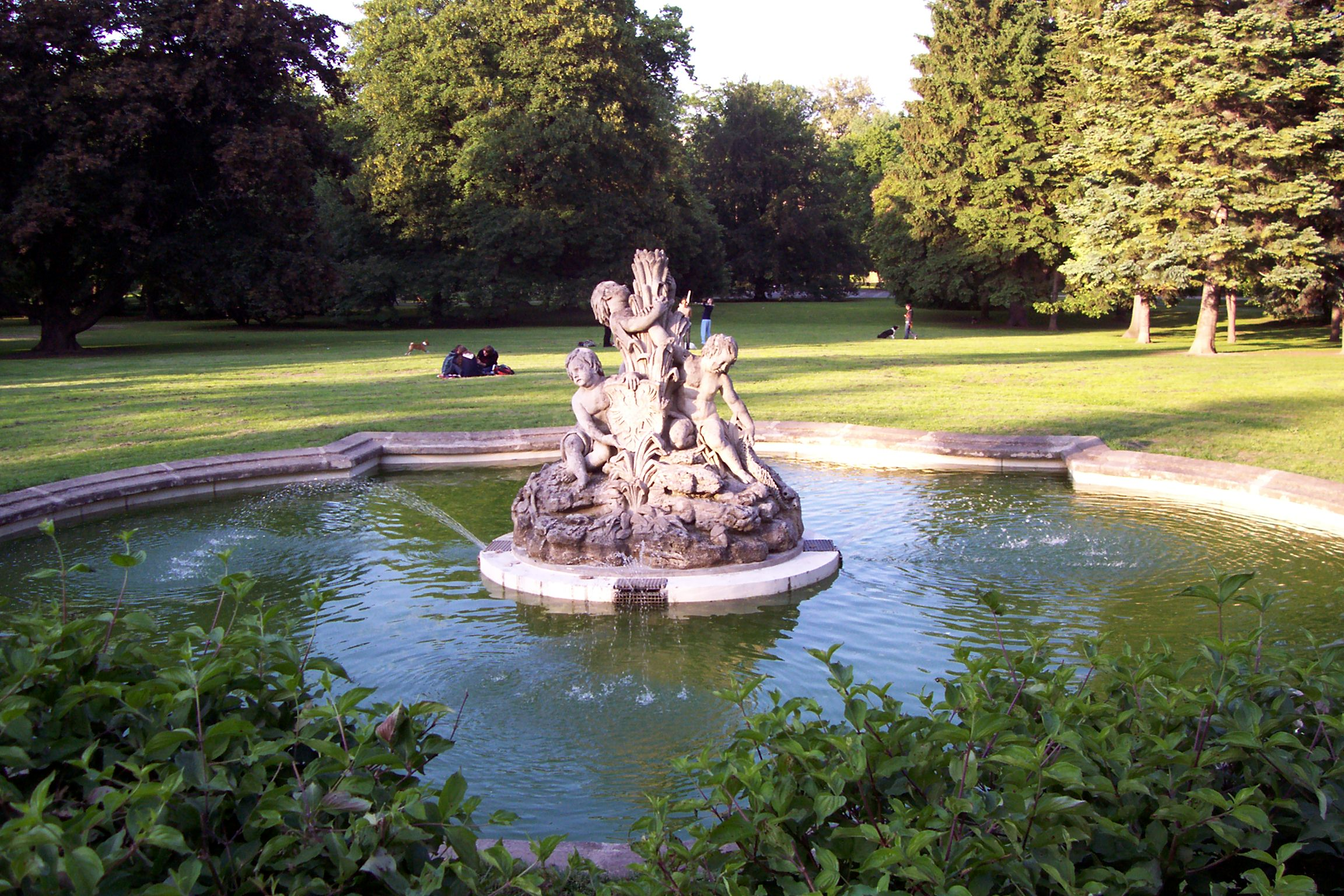
Fontána v parku Lužánky v Brně

Park je část města nebo krajiny, ve které se nachází udržovaná zeleň. Park často obklopuje některé významnější budovy, např. zámky. Údržba veřejného parku je typicky financována městem nebo městskou částí, na jejímž území se park nachází, nebo majitelem přilehlé budovy. Funkce parku je především estetická a relaxační, lidé se do parku chodí procházet nebo jen posedět, děti si v parcích hrávají. Park ve významu upraveného prostranství se zelení mohou vlastnit a udržovat soukromé osoby, soukromé i veřejné organizace za různým účelem.
Některé parky jsou upraveny podle pravidel sadovnické tvorby. Typický park je tvořen stromy, cestami a záhony s květinami, často i vodními plochami (jezírky, rybníky) nebo potoky. Součástí bývají dekorativní stavby, jako například fontány, dále sochy aj.
Městské parky mohou snižovat teplotu ve městech.

## Chráněné území
Státem může být vyhlášen národní park – rozsáhlé území vyhlášené za účelem ochrany přírody, často proto, že na jeho území rostou vzácné rostliny nebo žijí ohrožená zvířata. Je typem chráněného území. Pohyb osob v národním parku je většinou omezen, někdy zcela zakázán, stejně jako stavění budov.

## Přírodní park, geopark, lesnický park
Jiný typ, podléhající nejmírnější ochraně, se v České republice nazývá přírodní park (dříve se podobná území nazývala klidová oblast). Geopark je geologicky cenné území, kde jsou ve spolupráci s místními obyvateli a organizacemi rozvíjeny aktivity na podporu rozvoje oblasti a podporu návštěvnosti a vzdělanosti. Lesnický park je významný objekt lesního hospodářství, ve kterém se trvale udržitelně hospodaří podle zásad lesnického parku.